# Omphalotropis
Omphalotropis é um género de gastrópode  da família Assimineidae.
Este género contém as seguintes espécies:
- Omphalotropis albocarinata
- Omphalotropis carolinensis
- Omphalotropis cheynei
- Omphalotropis cookei
- Omphalotropis costulata
- Omphalotropis elegans
- Omphalotropis elongatula
- Omphalotropis erosa
- Omphalotropis fragilis
- Omphalotropis gracilis
- Omphalotropis guamensis
- Omphalotropis hieroglyphica
- Omphalotropis howeinsulae
- Omphalotropis laevigata
- Omphalotropis laticosta
- Omphalotropis latilabris
- Omphalotropis mutica
- Omphalotropis ochthogyra
- Omphalotropis picta
- Omphalotropis pilosa
- Omphalotropis plicosa
- Omphalotropis quadrasi
- Omphalotropis rubens
- Omphalotropis semicostulata
- Omphalotropis striatapila
- Omphalotropis submaritima
- Omphalotropis suteri
- Omphalotropis suturalis
- Omphalotropis tumidula
- Omphalotropis vohimenae